# Österreichische Eishockey-Liga 2019/20
Die Saison 2019/20 der Österreichischen Eishockeyliga begann am 13. September 2019 und endete am 8. März 2020. Die Play-offs wurden wegen der Coronavirus-Pandemie 2019/2020 abgebrochen, daher wurde kein Meister ermittelt.

## Im Vorfeld

### Teilnehmende Mannschaften
Elf Clubs haben für die Saison 2019/20 gemeldet. Der tschechische Club Orli Znojmo gab zunächst nach Disputen um eine Benachteiligung bei Schiedsrichtern und TV-Geldern keine Meldung für die neue Saison ab, nannte aber im April 2019 nach.
Der kroatische Vertreter KHL Medveščak Zagreb stellte nach dem Grunddurchgang 2018/19 den Spielbetrieb ein und wechselt zur Saison 2019/20 in die International Hockey League.
Der AHL-Club VEU Feldkirch hatte Anfang 2019 eine Bewerbung zur EBEL-Teilnahme eingereicht, die aber Ende März zurückgezogen bzw. auf 2020 verschoben wurde. Als Grund wurde insbesondere die mangelnde Vorlaufzeit genannt.
| Klub                 | Ort            | Hauptrunde 2018/19 | Play-offs 2018/19 | Heimarena                      | Kapazität |
| -------------------- | -------------- | ------------------ | ----------------- | ------------------------------ | --------- |
| HC Bozen             | Bozen          | 6.                 | Viertelfinale     | Eiswelle                       | 7.200     |
| Dornbirn Bulldogs    | Dornbirn       | 11.                | –                 | Messestadion Dornbirn          | 4.270     |
| Graz 99ers           | Graz           | 2.                 | Halbfinale        | Merkur-Eisstadion              | 4.126     |
| HC Innsbruck         | Innsbruck      | 9.                 | –                 | Tiroler Wasserkraft Arena      | 3.058     |
| EC KAC               | Klagenfurt     | 3.                 | Meister           | Stadthalle Klagenfurt          | 5.088     |
| Black Wings Linz     | Linz           | 7.                 | Viertelfinale     | KeineSorgen EisArena           | 4.863     |
| EC Red Bull Salzburg | Salzburg       | 5.                 | Halbfinale        | Eisarena Salzburg              | 3.400     |
| Fehérvár AV19        | Székesfehérvár | 4.                 | Viertelfinale     | Ifjabb Ocskay Gábor Jégcsarnok | 3.500     |
| EC VSV               | Villach        | 10.                | –                 | Stadthalle Villach             | 4.500     |
| Vienna Capitals      | Wien           | 1.                 | Finale            | Erste Bank Arena               | 7.022     |
| HC Orli Znojmo       | Znojmo         | 8.                 | Viertelfinale     | Nevoga Arena                   | 4.800     |

### Trainer
Der EC Red Bull Salzburg verpflichtete mit dem US-Amerikaner Matt McIlvane einen neuen Trainer, der die Nachfolge des während der Vorjahressaison entlassenen Greg Poss antreten sollte. Der EHC Linz verlängerte den Vertrag des ebenfalls erst im Saisonverlauf verpflichteten Tom Rowe, unter dem sich die Leistungen des Teams nach der Entlassung von Troy Ward deutlich verbessert hatten. Der EC VSV reagierte auf die schlechten Ergebnisse der Vorsaison und vergab den Posten des Cheftrainers trotz laufenden Vertrags mit Gerhard Unterluggauer an den Finnen Jyrki Aho.
|            | Mannschaft           | Trainer                                         |
| Osterreich | Dornbirn Bulldogs    | Jussi Tupamäki (bis Oktober 2019) Kai Suikkanen |
| Osterreich | EC Red Bull Salzburg | Matt McIlvane                                   |
| Osterreich | Black Wings Linz     | Tom Rowe                                        |
| Ungarn     | Fehérvár AV19        | Hannu Järvenpää (bis Januar 2020) Antti Karhula |
| Osterreich | Graz 99ers           | Doug Mason                                      |
| Italien    | HC Bozen             | Clayton Beddoes (bis Januar 2020) Greg Ireland  |
| Osterreich | HC Innsbruck         | Rob Pallin                                      |
| Osterreich | EC KAC               | Petri Matikainen                                |
| Tschechien | Orli Znojmo          | Miroslav Fryčer                                 |
| Osterreich | Vienna Capitals      | Dave Cameron                                    |
| Osterreich | EC VSV               | Jyrki Aho (bis Februar 2020) Rob Daum           |

### Kapitäne
|            | Mannschaft           | Kapitän          | Assistenzkapitäne                                         |
| Osterreich | Dornbirn Bulldogs    | Olivier Magnan   | Stefan Häussle William Rapuzzi Emilio Romig               |
| Osterreich | EC Red Bull Salzburg | Thomas Raffl     | Brent Regner Dominique Heinrich                           |
| Osterreich | Black Wings Linz     | Brian Lebler     | Mario Altmann                                             |
| Ungarn     | Fehérvár AV19        | Dániel Kóger     | Andrew Sarauer                                            |
| Osterreich | Graz 99ers           | Oliver Setzinger | Daniel Oberkofler                                         |
| Italien    | HC Bozen             | Anton Bernard    | Marco Insam Jamie Arniel                                  |
| Osterreich | HC Innsbruck         | Tyler Spurgeon   | Sacha Guimond                                             |
| Osterreich | EC KAC               | variabel         | David Fischer Martin Schumnig Steven Strong Manuel Ganahl |
| Tschechien | HC Orli Znojmo       | Jakub Stehlík    |                                                           |
| Osterreich | Vienna Capitals      | Mario Fischer    | Rafael Rotter Taylor Vause Marc-André Dorion              |
| Osterreich | EC VSV               | Jamie Fraser     | Felix Maxa Miika Lahti Martin Ulmer Kevin Schmidt         |

## Grunddurchgang

### Hauptrunde

#### Kreuztabelle
| Heimmannschaft                                            | Gastmannschaft | Gastmannschaft | Gastmannschaft | Gastmannschaft | Gastmannschaft | Gastmannschaft | Gastmannschaft | Gastmannschaft | Gastmannschaft | Gastmannschaft | Gastmannschaft |
| --------------------------------------------------------- | -------------- | -------------- | -------------- | -------------- | -------------- | -------------- | -------------- | -------------- | -------------- | -------------- | -------------- |
| Heimmannschaft                                            | KAC            | VIC            | G99            | RBS            | HCB            | ZNO            | BWL            | AVS            | HCI            | VSV            | DEC            |
| KAC                                                       | –              | 8:3 3:1        | 5:1 3:2P       | 4:5P 2:0       | 3:0 0:1        | 4:3 4:0        | 2:4 4:5        | 5:0 1:2        | 2:3 3:2        | 1:0 3:0        | 5:1 4:0        |
| VIC                                                       | 3:2P 0:1       | –              | 4:2 0:3        | 1:4 2:3        | 3:1            | 6:4 2:1        | 4:2 8:0        | 6:1 8:2        | 6:1 3:1        | 2:3V 4:2       | 4:3 5:1        |
| G99                                                       | 3:2 P          | 2:1V 4:3V      | –              | 1:5 3:4        | 6:2 4:1        | 3:2 4:3V       | 4:0 6:2        | 3:6 5:1        | 5:6P 4:1       | 0:2 2:3V       | 3:1 5:3        |
| RBS                                                       | 1:3 4:1        | 2:1V 3:2V      | 3:1 2:3        | –              | 1:2P 2:1       | 4:3P 1:4       | 4:5V 4:1       | 2:3 2:5        | 7:1 5:1        | 4:3P 1:2P      | 1:2 7:1        |
| HCB                                                       | 3:0 0:3        | 1:4 0:3        | 3:2V 1:2       | 1:5 2:1P       | –              | 9:0 5:0        | 3:4 3:2        | 5:2 3:0        | 4:1 7:0        | 6:4 4:0        | 5:2 2:3P       |
| ZNO                                                       | 3:4P 6:5       | 2:3 0:5        | 3:6 4:2        | 2:4 2:5        | 2:4 1:3        | –              | 4:3V 7:2       | 4:3 3:4V       | 9:3 4:2        | 3:1 3:0        | 4:3 5:2        |
| BWL                                                       | 2:3P 3:0       | 6:3 3:2        | 5:0 2:3        | 2:3P 1:2       | 2:5 6:4        | 3:4V 4:5P      | –              | 4:0 8:4        | 5:4 4:3V       | 5:1 5:7        | 6:0 5:4        |
| AVS                                                       | 3:2            | 3:1 1:6        | 3:4 4:1        | 3:5 0:3        | 3:4 2:3P       | 2:6 4:0        | 1:0 3:4V       | –              | 7:6V 1:3       | 1:2V 3:2       | 3:2V 1:3       |
| HCI                                                       | 0:1 4:1        | 2:3V 1:3       | 4:1 2:3        | 2:8            | 3:2P 1:3       | 2:3 2:4        | 3:4 1:4        | 3:1 2:7        | –              | 7:3 2:4        | 1:2V 6:1       |
| VSV                                                       | 3:1 1:2V       | 2:1 1:4        | 4:0 5:1        | 1:2 2:3        | 7:2 1:4        | 3:5 4:3        | 5:1 3:2        | 3:1 6:5P       | 6:7V 4:3       | –              | 5:0 6:1        |
| DEC                                                       | 1:6 0:3        | 2:3 2:4        | 2:3 4:3        | 0:5 4:3V       | 3:4V 5:4       | 1:3 2:4        | 2:3 4:3V       | 3:4P 2:6       | 5:2 2:0        | 4:8 1:3        | –              |
| V – Sieg nach Verlängerung; P – Sieg nach Penaltyschießen |                |                |                |                |                |                |                |                |                |                |                |

#### Tabelle der Hauptrunde
Erläuterungen: Qualifikation für die Champions Hockey League 2020/21, Platzierungsrunde, Qualifikationsrunde
| Rang | Team                 | SP | S  | N  | OTS | OTN | T   | GT  | TVH | PKT | %       | Heim     | Gast     |
| ---- | -------------------- | -- | -- | -- | --- | --- | --- | --- | --- | --- | ------- | -------- | -------- |
| 1    | EC Red Bull Salzburg | 40 | 22 | 7  | 6   | 5   | 138 | 82  | +56 | 83  | 69,17 % | 7+6+4+3  | 15+1+2+2 |
| 2    | Vienna Capitals      | 40 | 23 | 10 | 2   | 5   | 130 | 86  | +44 | 78  | 65,00 % | 14+4+1+1 | 9+6+1+4  |
| 3    | EC KAC               | 40 | 19 | 14 | 4   | 3   | 110 | 79  | +31 | 68  | 56,67 % | 13+5+1+1 | 6+9+3+2  |
| 4    | Graz 99ers           | 40 | 18 | 14 | 4   | 4   | 113 | 113 | +0  | 66  | 55,00 % | 10+4+4+2 | 8+10+0+2 |
| 5    | HC Bozen             | 40 | 18 | 15 | 5   | 2   | 118 | 96  | +22 | 66  | 55,00 % | 11+6+2+1 | 7+9+3+1  |
| 6    | EC VSV               | 40 | 17 | 15 | 5   | 3   | 122 | 109 | +13 | 64  | 53,33 % | 12+5+1+2 | 5+10+4+1 |
| 7    | Black Wings Linz     | 40 | 17 | 14 | 3   | 6   | 132 | 132 | +0  | 63  | 52,50 % | 11+4+1+4 | 6+10+2+2 |
| 8    | HC Orli Znojmo       | 40 | 17 | 16 | 3   | 4   | 128 | 133 | −5  | 61  | 50,83 % | 10+7+2+1 | 7+9+2+2  |
| 9    | Fehérvár AV19        | 40 | 13 | 19 | 4   | 4   | 108 | 137 | −29 | 51  | 42,50 % | 7+8+2+3  | 6+11+2+1 |
| 10   | HC Innsbruck         | 40 | 7  | 26 | 3   | 4   | 100 | 159 | −59 | 31  | 25,83 % | 5+12+1+2 | 2+14+2+2 |
| 11   | Dornbirn Bulldogs    | 40 | 6  | 27 | 4   | 3   | 84  | 157 | −73 | 29  | 24,17 % | 4+12+2+2 | 2+15+2+1 |

Legende: Sp = Spiele, S = Siege, N = Niederlagen, SNV = Siege nach Verlängerung, NNV = Niederlage nach Verlängerung, T = Tore, GT = Gegentore, TVH = Torverhältnis, PKT = Punkte;

### Zwischenrunde

#### Platzierungsrunde

##### Kreuztabelle der Platzierungsrunde
| Heimmannschaft                                                    | Gastmannschaft | Gastmannschaft | Gastmannschaft | Gastmannschaft | Gastmannschaft |
| ----------------------------------------------------------------- | -------------- | -------------- | -------------- | -------------- | -------------- |
| Heimmannschaft                                                    | RBS            | VIC            | KAC            | G99            | HCB            |
| RBS                                                               | –              | 1:6            | 3:2            | 4:2            | 2:1            |
| VIC                                                               | 2:4            | –              | 2:1V           | 5:2            | 1:4            |
| KAC                                                               | 3:4P           | 3:2            | –              | 3:4V           | 1:2            |
| G99                                                               | 2:3V           | 4:5            | 2:5            | –              | 1:4            |
| HCB                                                               | 3:1            | 5:2            | 3:1            | 5:2            | –              |
| n. V. – Sieg nach Verlängerung; n. P. – Sieg nach Penaltyschießen |                |                |                |                |                |

##### Tabelle der Platzierungsrunde
Für die Platzierungsrunde erhalten die vier bestplatzierten Teams des Grunddurchgangs Bonuspunkte.
Da die Playoffs wegen der COVID-19-Pandemie abgebrochen wurden, erbten die Vienna Capitals als Dritter der Platzierungsrunde den Platz in der Champions Hockey League.
| Rang | Team                 | Sp | S | N | SNV | NNV | T  | GT | TVH | PKT (BPKT) |
| ---- | -------------------- | -- | - | - | --- | --- | -- | -- | --- | ---------- |
| 1    | HC Bozen             | 8  | 7 | 1 | 0   | 0   | 27 | 11 | +16 | 21 (0)     |
| 2    | EC Red Bull Salzburg | 8  | 4 | 2 | 2   | 0   | 22 | 21 | +1  | 20 (4)     |
| 3    | Vienna Capitals      | 8  | 3 | 4 | 1   | 0   | 25 | 24 | +1  | 13 (2)     |
| 4    | EC KAC               | 8  | 2 | 3 | 0   | 3   | 19 | 22 | −3  | 10 (1)     |
| 5    | Graz 99ers           | 8  | 0 | 6 | 1   | 1   | 19 | 34 | −15 | 3 (0)      |

Qualifikation für die Champions Hockey League 2020/21 und Pickrecht für die Play-offs; Pickrecht für die Play-offs;

#### Qualifikationsrunde

##### Kreuztabelle der Qualifikationsrunde
| Heimmannschaft                                                    | Gastmannschaft | Gastmannschaft | Gastmannschaft | Gastmannschaft | Gastmannschaft | Gastmannschaft |
| ----------------------------------------------------------------- | -------------- | -------------- | -------------- | -------------- | -------------- | -------------- |
| Heimmannschaft                                                    | VSV            | BWL            | ZNO            | AVS            | HCI            | DEC            |
| VSV                                                               | –              | 2:5            | 2:1V           | 5:2            | 6:3            | 0:1P           |
| BWL                                                               | 1:4            | –              | 2:1            | 5:6V           | 6:3            | 5:3            |
| ZNO                                                               | 2:4            | 6:4            | –              | 2:3V           | 3:2            | 5:3            |
| AVS                                                               | 3:4P           | 3:1            | 4:0            | –              | 1:3            | 9:1            |
| HCI                                                               | 5:3            | 2:3V           | 2:4            | 5:2            | –              | 6:3            |
| DEC                                                               | 4:0            | 2:6            | 2:1V           | 3:2            | 1:2V           | –              |
| n. V. – Sieg nach Verlängerung; n. P. – Sieg nach Penaltyschießen |                |                |                |                |                |                |

##### Tabelle der Qualifikationsrunde
| Rang | Team              | Sp | S | N | SNV | NNV | T  | GT | TVH | PKT (BPKT) |
| ---- | ----------------- | -- | - | - | --- | --- | -- | -- | --- | ---------- |
| 1    | EC VSV            | 10 | 4 | 3 | 2   | 1   | 30 | 27 | +3  | 25 (8)     |
| 2    | Black Wings Linz  | 10 | 5 | 3 | 1   | 1   | 38 | 32 | +6  | 24 (6)     |
| 3    | HC Orli Znojmo    | 10 | 4 | 3 | 0   | 3   | 25 | 28 | −3  | 19 (4)     |
| 4    | Fehérvár AV19     | 10 | 3 | 4 | 2   | 1   | 35 | 29 | +6  | 16 (2)     |
| 5    | HC Innsbruck      | 10 | 4 | 4 | 1   | 1   | 33 | 32 | +1  | 16 (1)     |
| 6    | Dornbirn Bulldogs | 10 | 2 | 5 | 2   | 1   | 23 | 36 | −13 | 11 (0)     |

Qualifikation für die Play-offs; Saison beendet;

### Spieler-Statistiken

#### Feldspieler
| Spieler         | Mannschaft | Sp | T  | V  | P  | SM | +/− | PPG | PPA | SHG | SHA | GWG | SOG | SG%  | FO       | FO%   | TOI    | ATOI  |
| --------------- | ---------- | -- | -- | -- | -- | -- | --- | --- | --- | --- | --- | --- | --- | ---- | -------- | ----- | ------ | ----- |
| Dragan Umičević | Linz       | 50 | 13 | 52 | 65 | 24 | +27 | 3   | 15  | 0   | 0   | 1   | 113 | 11,5 | 5/7      | 71,4  | 908:27 | 18:10 |
| Anthony Luciani | Znojmo     | 50 | 18 | 44 | 62 | 18 | +10 | 1   | 7   | 1   | 0   | 1   | 133 | 13,5 | 1/6      | 16,7  | 986:01 | 19:43 |
| Brian Lebler    | Linz       | 48 | 30 | 29 | 59 | 36 | +30 | 4   | 7   | 0   | 0   | 5   | 223 | 13,5 | 0/0      | 0,00  | 881:53 | 18:22 |
| Rick Schofield  | Linz       | 49 | 28 | 29 | 57 | 8  | +38 | 8   | 8   | 4   | 1   | 3   | 145 | 19,3 | 594/1043 | 57,0  | 975:07 | 19:54 |
| Ty Loney        | Vienna     | 48 | 20 | 35 | 55 | 44 | +30 | 6   | 8   | 0   | 0   | 3   | 180 | 11,1 | 31/62    | 50,0  | 892:16 | 18:35 |
| Andrew Yogan    | Fehérvár   | 48 | 24 | 28 | 52 | 38 | −10 | 9   | 10  | 0   | 0   | 5   | 152 | 15,8 | 86/161   | 53,4  | 936:36 | 19:31 |
| John Hughes     | Salzburg   | 45 | 10 | 41 | 51 | 26 | +20 | 2   | 13  | 0   | 0   | 0   | 74  | 13,5 | 1/1      | 100,0 | 801:18 | 17:25 |
| Tomáš Svoboda   | Znojmo     | 49 | 15 | 33 | 48 | 30 | +13 | 1   | 6   | 0   | 1   | 2   | 96  | 15,6 | 3/5      | 60,0  | 898:58 | 18:21 |
| Riley Holzapfel | Vienna     | 48 | 19 | 28 | 47 | 18 | +13 | 6   | 8   | 0   | 0   | 2   | 114 | 15,8 | 416/772  | 53,9  | 910:24 | 18:58 |
| Chad Kolarik    | Salzburg   | 48 | 20 | 23 | 43 | 16 | +10 | 7   | 13  | 0   | 0   | 6   | 111 | 18,0 | 120/231  | 51,9  | 839:17 | 17:29 |
| Charlie Dodero1 | Graz       | 36 | 6  | 11 | 17 | 84 | −3  | 1   | 2   | 0   | 0   | 3   | 58  | 10,3 | 0/1      | 0,0   | 688:43 | 19:08 |

1 Zum Vergleich: Spieler mit den meisten Strafminuten

Legende: GP = Spiele, T = Tore, V = Vorlagen, P = Punkte, SM = Strafminuten, +/- = Plusminus-Wert, PPG = Powerplaytore, PPA = Powerplayvorlagen, SHG = Unterzahltore, SHA = Unterzahlvorlagen, GWG = Siegestore, SOG = Torschüsse, SG% = Schusseffizienz, FO = Bullys (gewonnen/gesamt), FO% = Bullyquote, TOI = Eiszeit, ATOI = durchschnittliche Eiszeit pro Spiel

#### Torhüter
| Spieler                 | Mannschaft | GP | GPI | MIN     | GA  | GAA  | SOG  | SVS  | SVS%    | SO | RW | OTW | RL | OTL |
| ----------------------- | ---------- | -- | --- | ------- | --- | ---- | ---- | ---- | ------- | -- | -- | --- | -- | --- |
| Jean-Philippe Lamoureux | Salzburg   | 48 | 34  | 2059:01 | 60  | 1,75 | 1102 | 1042 | 94,56 % | 2  | 21 | 3   | 5  | 1   |
| Leland Irving           | Bozen      | 46 | 40  | 2420:37 | 84  | 2,08 | 1144 | 1060 | 92,66 % | 7  | 17 | 2   | 14 | 0   |
| Brandon Maxwell         | VSV        | 47 | 47  | 2833:19 | 112 | 2,37 | 1397 | 1285 | 91,98 % | 4  | 18 | 4   | 16 | 1   |
| Bernhard Starkbaum      | Capitals   | 47 | 17  | 933:52  | 29  | 1,86 | 341  | 312  | 91,50 % | 0  | 11 | 1   | 2  | 0   |
| Christopher Nihlstorp   | 99ers      | 36 | 33  | 1937:49 | 90  | 2,79 | 1051 | 961  | 91,44 % | 2  | 12 | 4   | 11 | 2   |
| David Madlener          | KAC        | 47 | 30  | 1786:29 | 53  | 1,78 | 619  | 566  | 91,44 % | 7  | 14 | 1   | 9  | 1   |
| David Kickert           | Linz       | 46 | 36  | 2104:04 | 103 | 2,94 | 1152 | 1049 | 91,06 % | 3  | 14 | 3   | 11 | 2   |
| Dominik Groh            | Znojmo     | 50 | 23  | 1154:41 | 60  | 3,12 | 663  | 603  | 90,95 % | 0  | 7  | 0   | 7  | 2   |
| Michael Ouzas           | Féhervar   | 49 | 42  | 2447:11 | 129 | 3,16 | 1406 | 1277 | 90,83 % | 3  | 12 | 4   | 14 | 2   |
| Ryan Zapolski           | Capitals   | 48 | 34  | 1950:35 | 75  | 2,31 | 801  | 726  | 90,64 % | 3  | 14 | 0   | 11 | 5   |
| Lars Haugen             | KAC        | 24 | 15  | 866:23  | 32  | 2,22 | 336  | 304  | 90,48 % | 4  | 5  | 0   | 5  | 0   |
| Lukas Herzog            | Salzburg   | 45 | 13  | 794:15  | 35  | 2,64 | 359  | 324  | 90,25 % | 0  | 4  | 0   | 4  | 1   |
| Teemu Lassila           | Znojmo     | 47 | 34  | 1861:44 | 96  | 3,09 | 958  | 862  | 89,98 % | 1  | 12 | 2   | 12 | 3   |
| Thomas Höneckl          | 99ers      | 46 | 16  | 813:34  | 39  | 2,88 | 388  | 349  | 89,95 % | 0  | 4  | 0   | 6  | 1   |
| Scott Darling           | Innsbruck  | 33 | 33  | 1922:53 | 107 | 3,34 | 1049 | 942  | 89,80 % | 0  | 8  | 1   | 22 | 2   |
| Rasmus Rinne            | Dornbirn   | 18 | 17  | 980:21  | 62  | 3,79 | 542  | 480  | 88,56 % | 1  | 2  | 1   | 9  | 1   |
| Juha Järvenpää          | Dornbirn   | 35 | 32  | 1896:34 | 118 | 3,73 | 1004 | 886  | 88,25 % | 2  | 6  | 3   | 18 | 2   |
| C. J. Motte             | Innsbruck  | 16 | 16  | 952:52  | 65  | 4,09 | 535  | 470  | 87,85 % | 0  | 3  | 1   | 7  | 1   |

Qualifizierte Torhüter mit einer Einsatzzeit von mehr als 20 Prozent der Spielzeit ihres Teams
Legende: 
GP = Spiele, GPI = Einsätze, MIN = Spielminuten, GA = Gegentore, GAA = Gegentorschnitt, SOG = Schüsse aufs Tor, SVS = gehaltene Schüsse, SVS% = Fangquote, SO = Shutouts, RW = Siege in reguläre Spielzeit, OTW = Overtimesiege, RL = Niederlagen in regulärer Spielzeit, OTL = Overtimeniederlagen

## Playoffs

### Playoff-Baum
Nach den letzten Spielen der Zwischenrunde wählten die drei bestplatzierten Mannschaften der Platzierungsrunde ihre Gegner für das Viertelfinale aus, woraus sich der folgende Turnierbaum für die Playoffs ergab. Die Playoffs wurden nach drei Spieltagen wegen der COVID-19-Pandemie abgebrochen.
| Viertelfinale                                         | Viertelfinale        | Viertelfinale |  | Halbfinale | Halbfinale | Halbfinale |  |  | Finale | Finale | Finale |
|                                                       |                      |               |  |            |            |            |  |  |        |        |        |
| PL1                                                   | HC Bozen             | 3             |  |            |            |            |  |  |        |        |        |
| QU3                                                   | HC Orli Znojmo       | 0             |  |            |            |            |  |  |        |        |        |
|                                                       |                      |               |  |            |            |            |  |  |        |        |        |
|                                                       |                      |               |  |            |            |            |  |  |        |        |        |
| PL2                                                   | EC Red Bull Salzburg | 2             |  |            |            |            |  |  |        |        |        |
| QU1                                                   | EC VSV               | 1             |  |            |            |            |  |  |        |        |        |
| (Die Teams werden nach der ersten Runde neu gesetzt.) |                      |               |  |            |            |            |  |  |        |        |        |
|                                                       |                      |               |  |            |            |            |  |  |        |        |        |
| PL3                                                   | Vienna Capitals      | 2             |  |            |            |            |  |  |        |        |        |
| PL5                                                   | Graz 99ers           | 1             |  |            |            |            |  |  |        |        |        |
|                                                       |                      |               |  |            |            |            |  |  |        |        |        |
|                                                       |                      |               |  |            |            |            |  |  |        |        |        |
| PL4                                                   | EC KAC               | 0             |  |            |            |            |  |  |        |        |        |
| QU2                                                   | Black Wings Linz     | 3             |  |            |            |            |  |  |        |        |        |
|                                                       |                      |               |  |            |            |            |  |  |        |        |        |

### Viertelfinale

#### HC Bozen – HC Orli Znojmo
| 4. März 2020, 19:45 Uhr Eiswelle 3.000 Zuschauer     | HC Bozen | 3:1 (1:0, 1:1, 1:0) | HC Orli Znojmo |
| 4. März 2020, 19:45 Uhr Eiswelle 3.000 Zuschauer     | 1:0 Marco Insam (18:16, Powerplay, Stefano Giliati, Patrick Wiercioch) 2:0 Markus Poukkula (26:26, Ivan Tauferer, Domenic Alberga) 3:1 Marco Insam (58:32, Empty Net)      | Strafminuten: 4 bzw. 12 Torhüter: Leland Irving (Bozen, 20 Schüsse, 1 Tor) Teemu Lassila (Znojmo, 32 Schüsse, 2 Tore)                                            | 2:1 Brandon Burlon (33:41, Matej Cesik) |
| 6. März 2020, 18:30 Uhr Nevoga Arena 1.985 Zuschauer | HC Orli Znojmo | 0:4 (0:1, 0:1, 0:2) | HC Bozen |
| 6. März 2020, 18:30 Uhr Nevoga Arena 1.985 Zuschauer | keine Tore | Strafminuten: 60 bzw. 28 Torhüter: Teemu Lassila (Znojmo, 33 Schüsse, 4 Tore) Leland Irving (Bozen, 38 Schüsse, 0 Tore)                                          | 0:1 Anthony Bardaro (02:38, Powerplay, Colton Hargrove, Patrick Wiercioch) 0:2 Tim Daly (20:45, Daniel Catenacci, Stefano Giliati) 0:3 Stefano Giliati (40:39, Daniel Catenacci) 0:4 Jamie Arniel (58:47, Powerplay, Angelo Miceli, Brett Flemming)     |
| 8. März 2020, 18:00 Uhr Nevoga Arena 1.900 Zuschauer | HC Orli Znojmo | 3:4 (0:3, 1:1, 2:0) | HC Bozen |
| 8. März 2020, 18:00 Uhr Nevoga Arena 1.900 Zuschauer | 1:3 Anthony Luciani (24:21, Antonín Bořuta, Rob Flick) 2:4 Taylor Doherty (56:45, Anthony Luciani, Antonín Bořuta) 3:4 Ondrej Miklis (57:26, Aaron Berisha, Parker Bowles) | Strafminuten: 12 bzw. 18 Torhüter: Teemu Lassila (Znojmo, 11 Schüsse, 3 Tore) Dominik Groh (Znojmo, 17 Schüsse, 1 Tor) Leland Irving (Bozen, 49 Schüsse, 3 Tore) | 0:1 Colton Hargrove (04:03, Domenic Alberga, Daniel Catenacci) 0:2 Domenic Alberga (14:51, Colton Hargrove, Brett Flemming) 0:3 Daniel Catenacci (18:05, Brett Flemming, Stefano Giliati) 1:4 Domenic Alberga (38:12, Colton Hargrove, Markus Poukkula) |
| Serienstand: HC Bozen 3:0 HC Orli Znojmo             | | | |

#### EC Red Bull Salzburg – EC VSV
| 4. März 2020, 19:15 Uhr Eisarena Salzburg 2.613 Zuschauer  | EC Red Bull Salzburg | 1:2 (0:0, 0:1, 1:1) | EC VSV |
| 4. März 2020, 19:15 Uhr Eisarena Salzburg 2.613 Zuschauer  | 1:1 Connor Brickley (41:27, Bud Holloway) | Strafminuten: 6 bzw. 12 Torhüter: Jean-Philippe Lamoureux (Salzburg, 21 Schüsse, 2 Tore) Brandon Maxwell (Villach, 33 Schüsse, 1 Tor)                                                  | 0:1 Anton Karlsson (31:50, Martin Ulmer, Bernd Wolf) 1:2 Chris Collins (41:52, Martin Ulmer, Anton Karlsson) |
| 6. März 2020, 19:15 Uhr Stadthalle Villach 3.619 Zuschauer | EC VSV | 2:7 (1:1, 1:5, 0:1) | EC Red Bull Salzburg |
| 6. März 2020, 19:15 Uhr Stadthalle Villach 3.619 Zuschauer | 1:0 Nico Brunner (07:43, Miika Lahti, Alexander Lahoda) 2:2 Jerry Pollastrone (27:08, Jamie Fraser, Brodie Reid) | Strafminuten: 45 bzw. 21 Torhüter: Brandon Maxwell (Villach, 30 Schüsse, 6 Tore) Alexander Schmidt (Villach, 4 Schüsse, 1 Tore) Jean-Philippe Lamoureux (Salzburg, 22 Schüsse, 2 Tore) | 1:1 Bud Holloway (10:23, Connor Brickley, Chad Kolarik) 1:2 Raphael Herburger (20:46, Brent Regner, Thomas Raffl) 2:3 Chad Kolarik (28:37, Powerplay, Derek Joslin, Mario Huber) 2:4 Bud Holloway (30:14, Chad Kolarik, Connor Brickley) 2:5 Bud Holloway (35:31, Powerplay, Raphael Herburger, Brent Regner) 2:6 Thomas Raffl (37:40, Powerplay, Raphael Herburger) 2:7 Dominique Heinrich (54:40, Powerplay, John Hughes, Chad Kolarik) |
| 8. März 2020, 17:30 Uhr Eisarena Salzburg 3.025 Zuschauer  | EC Red Bull Salzburg | 4:0 (1:0, 1:0, 2:0) | EC VSV |
| 8. März 2020, 17:30 Uhr Eisarena Salzburg 3.025 Zuschauer  | 1:0 Florian Baltram (18:16, Layne Viveiros, Alexander Pallestrang) 2:0 Mario Huber (29:28, Powerplay, Chad Kolarik, Derek Joslin) 3:0 Peter Hochkofler (57:38, Michael Schiechl, Derek Joslin) 4:0 Michael Schiechl (58:31, Shorthanded, Empty Net, Peter Hochkofler) | Strafminuten: 8 bzw. 8 Torhüter: Jean-Philippe Lamoureux (Salzburg, 37 Schüsse, 0 Tore) Brandon Maxwell (Villach, 30 Schüsse, 3 Tore)                                                  | keine Tore |
| Serienstand: EC Red Bull Salzburg 2:1 EC VSV               | | | |

#### Vienna Capitals – Graz 99ers
| 4. März 2020, 19:15 Uhr Erste Bank Arena 3.500 Zuschauer | Vienna Capitals | 3:2 (1:0, 0:0, 2:2) | Graz 99ers |
| 4. März 2020, 19:15 Uhr Erste Bank Arena 3.500 Zuschauer | 1:0 Kyle Baun (00:24, Alex Wall, Mark Flood) 2:0 Riley Holzapfel (41:07, Powerplay, Rafael Rotter, Ali Wukovits) 3:1 Riley Holzapfel (51:32, Sondre Olden, Alex Wall)                | Strafminuten: 14 bzw. 12 Torhüter: Bernhard Starkbaum (Wien, 31 Schüsse, 2 Tore) Cristopher Nihlstorp (Graz, 26 Schüsse, 3 Tore)                                        | 2:1 Dominik Grafenthin (47:32, Lukas Kainz, Robin Weihager) 3:2 Dominik Grafenthin (58:51, Powerplay, Karl Johansson, Oliver Setzinger) |
| 6. März 2020, 19:15 Uhr Merkur-Eisarena 3.456 Zuschauer  | Graz 99ers | 3:2 (0:0, 3:0, 0:2) | Vienna Capitals |
| 6. März 2020, 19:15 Uhr Merkur-Eisarena 3.456 Zuschauer  | 1:0 Daniel Oberkofler (25:52, Powerplay, Joakim Hillding, Ken Ograjenšek) 2:0 Kalle Johansson (29:55, Oliver Setzinger) 3:0 Matt Garbowsky (36:52, Oliver Setzinger, Robin Weihager) | Strafminuten: 6 bzw. 10 Torhüter: Cristopher Nihlstorp (Graz, 48 Schüsse, 2 Tore) Bernhard Starkbaum (Wien, 17 Schüsse, 3 Tore) Ryan Zapolski (Wien, 4 Schüsse, 0 Tore) | 3:1 Ali Wukovits (43:53, Powerplay) 3:2 Ty Loney (45:54, Marc-André Dorion)                                                             |
| 8. März 2020, 17:30 Uhr Erste Bank Arena 5.350 Zuschauer | Vienna Capitals | 3:2 (0:0, 0:1, 3:1) | Graz 99ers |
| 8. März 2020, 17:30 Uhr Erste Bank Arena 5.350 Zuschauer | 1:1 Marc-André Dorion (45:47, Powerplay, Ali Wukovits, Ty Loney) 2:1 Marc-André Dorion (49:56, Patrik Kittinger) 3:1 Ty Loney (50:13, Mike Zalewski)                                 | Strafminuten: 10 bzw. 16 Torhüter: Ryan Zapolski (Wien, 25 Schüsse, 2 Tore) Cristopher Nihlstorp (Graz, 48 Schüsse, 3 Tore)                                             | 0:1 Daniel Oberkofler (21:33, Powerplay, Joakim Hillding, Karl Johansson) 3:2 Lukas Kainz (59:59, Dominik Grafenthin)                   |
| Serienstand: Vienna Capitals 2:1 Graz 99ers              | | | |

#### EC KAC – Black Wings Linz
| 4. März 2020, 19:15 Uhr Stadthalle Klagenfurt 4.147 Zuschauer | EC KAC | 3:6 (0:1, 2:1, 1:4) | Black Wings Linz |
| 4. März 2020, 19:15 Uhr Stadthalle Klagenfurt 4.147 Zuschauer | 1:1 Marcel Witting (24:11, Manuel Geier, Siim Liivik) 2:1 Lukas Haudum (33:21, Matthew Neal, Thomas Koch) 3:4 Andrew Kozek (48:48, Daniel Obersteiner)                                                                               | Strafminuten: 10 bzw. 18 Torhüter: Jhonas Enroth (Klagenfurt, 19 Schüsse, 5 Tore) Jeff Glass (Linz, 28 Schüsse, 3 Tore)  | 0:1 Dan DaSilva (16:36, Powerplay, Hunter Fejes, Marco Brucker) 2:2 Rick Schofield (36:04, Powerplay, Dan DaSilva, Dragan Umicevic) 2:3 Brian Lebler (41:58, Rick Schofield, Dragan Umicevic) 2:4 Hunter Fejes (45:58, Dan DaSilva) 3:5 Hunter Fejes (53:19, Shorthanded, Rick Schofield) 3:6 Rick Schofield (56:30, Shorthanded, Empty Net, Steven Oleksy) |
| 6. März 2020, 19:15 Uhr Keine Sorgen EisArena                 | Black Wings Linz | 4:3 n. V. (1:1, 1:2, 1:0, 1:0)                                                                                           | EC KAC |
| 6. März 2020, 19:15 Uhr Keine Sorgen EisArena                 | 1:0 Matt Finn (06:03, Dragan Umicevic, Steven Oleksy) 2:1 Andreas Kristler (32:23, Alexander Cijan, Justin Florek) 3:3 Steven Oleksy (55:49, Dragan Umicevic, Rick Schofield) 4:3 Stefan Gaffal (79:18, Dan DaSilva, Troy Rutkowski) | Strafminuten: 14 bzw. 14 Torhüter: Jeff Glass (Linz, 45 Schüsse, 3 Tore) David Madlener (Klagenfurt, 28 Schüsse, 4 Tore) | 1:1 Andrew Kozek (11:06, Adam Comrie, David Madlener) 2:2 David Fischer (32:51, Johannes Bischofberger, Petter Hansson) 2:3 Thomas Koch (38:59) |
| 8. März 2020, 17:30 Uhr Stadthalle Klagenfurt 4.719 Zuschauer | EC KAC | 2:3 (0:2, 1:1, 1:0) | Black Wings Linz |
| 8. März 2020, 17:30 Uhr Stadthalle Klagenfurt 4.719 Zuschauer | 1:3 Andrew Kozek (37:08, David Fischer, Johannes Bischofberger) 2:3 Andrew Kozek (40:29, Powerplay, Rok Tičar, David Fischer) | Strafminuten: 12 bzw. 12 Torhüter: Jhonas Enroth (Klagenfurt, 22 Schüsse, 3 Tore) Jeff Glass (Linz, 27 Schüsse, 2 Tore)  | 0:1 Rick Schofield (09:58, Raphael Wolf, Dragan Umicevic) 0:2 Marco Brucker (12:34, Powerplay, Josh Roach, Andreas Kristler) 0:3 Brian Lebler (33:54, Powerplay, Dragan Umicevic, Josh Roach) |
| Serienstand: EC KAC 0:3 Black Wings Linz                      | | | |

### Spielerstatistiken

#### Feldspieler
| Spieler          | Mannschaft | Sp | T | V | P | SM | +/− | PPG | PPA | SHG | SHA | GWG | SOG | SG%  | FO    | FO%   | TOI   | ATOI  |
| ---------------- | ---------- | -- | - | - | - | -- | --- | --- | --- | --- | --- | --- | --- | ---- | ----- | ----- | ----- | ----- |
| Rick Schofield   | Linz       | 3  | 3 | 3 | 6 | 4  | +5  | 1   | 1   | 1   | 1   | 0   | 6   | 50,0 | 38/71 | 53,5  | 63:51 | 21:17 |
| Dragan Umičević  | Linz       | 3  | 0 | 6 | 6 | 4  | +3  | 0   | 2   | 0   | 0   | 0   | 2   | 0,0  | 0/0   | 0,0   | 55:04 | 18:21 |
| Andrew Kozek     | KAC        | 3  | 4 | 1 | 5 | 0  | −2  | 1   | 0   | 0   | 0   | 0   | 14  | 28,6 | 0/1   | 0,0   | 53:23 | 17:48 |
| Bud Holloway     | Salzburg   | 3  | 3 | 1 | 4 | 0  | +2  | 1   | 0   | 0   | 0   | 0   | 6   | 50,0 | 0/0   | 0,0   | 53:23 | 17:48 |
| Domenic Alberga  | Bozen      | 3  | 2 | 2 | 4 | 2  | +3  | 0   | 0   | 0   | 0   | 1   | 3   | 66,7 | 12/31 | 38,7  | 43:04 | 14:21 |
| Dan DaSilva      | Linz       | 3  | 1 | 3 | 4 | 2  | −2  | 1   | 1   | 0   | 0   | 0   | 5   | 20,0 | 0/0   | 0,0   | 53:10 | 17:43 |
| Chad Kolarik     | Salzburg   | 3  | 1 | 3 | 4 | 0  | +2  | 1   | 2   | 0   | 0   | 1   | 5   | 20,0 | 6/10  | 60,0  | 53:38 | 17:53 |
| Daniel Catenacci | Bozen      | 3  | 1 | 3 | 4 | 4  | +3  | 0   | 0   | 0   | 0   | 0   | 10  | 10,0 | 26/41 | 63,4  | 51:22 | 17:07 |
| Stefano Giliati  | Bozen      | 3  | 1 | 3 | 4 | 4  | +2  | 0   | 1   | 0   | 0   | 0   | 4   | 25,0 | 1/1   | 100,0 | 43:43 | 14:34 |
| Colton Hargrove  | Bozen      | 3  | 1 | 3 | 4 | 2  | +3  | 0   | 1   | 0   | 0   | 0   | 11  | 9,1  | 1/1   | 100,0 | 41:24 | 13:48 |

Legende: GP = Spiele, T = Tore, V = Vorlagen, P = Punkte, SM = Strafminuten, +/- = Plusminus-Wert, PPG = Powerplaytore, PPA = Powerplayvorlagen, SHG = Unterzahltore, SHA = Unterzahlvorlagen, GWG = Siegestore, SOG = Torschüsse, SG% = Schusseffizienz, FO = Bullys (gewonnen/gesamt), FO% = Bullyquote, TOI = Eiszeit, ATOI = durchschnittliche Eiszeit pro Spiel

#### Torhüter
| Spieler                 | Mannschaft | Sp | Min    | GA | GAA  | SOG | SVS | SVS%    | SO | RW | OTW | RL | OTL |
| ----------------------- | ---------- | -- | ------ | -- | ---- | --- | --- | ------- | -- | -- | --- | -- | --- |
| Leland Irving           | Bozen      | 3  | 180:00 | 4  | 1,33 | 107 | 103 | 96,26 % | 1  | 3  | 0   | 0  | 0   |
| Jean-Philippe Lamoureux | Salzburg   | 3  | 179:10 | 4  | 1,34 | 80  | 76  | 95,00 % | 1  | 2  | 0   | 1  | 0   |
| Cristopher Nihlstorp    | Graz       | 3  | 174:48 | 8  | 2,75 | 122 | 114 | 93,44 % | 0  | 1  | 0   | 2  | 0   |
| Ryan Zapolski           | Vienna     | 2  | 78:10  | 2  | 1,54 | 29  | 27  | 93,10 % | 0  | 1  | 0   | 0  | 0   |
| Jeff Glass              | Linz       | 3  | 199:18 | 8  | 2,41 | 100 | 92  | 92,00 % | 0  | 2  | 1   | 0  | 0   |
| Bernhard Starkbaum      | Vienna     | 2  | 100:00 | 5  | 3,00 | 48  | 43  | 89,58 % | 0  | 1  | 0   | 1  | 0   |
| Brandon Maxwell         | VSV        | 3  | 159:20 | 10 | 3,77 | 93  | 83  | 89,25 % | 0  | 1  | 0   | 2  | 0   |
| Teemu Lassila           | Znojmo     | 3  | 138:25 | 9  | 3,90 | 76  | 67  | 88,16 % | 0  | 0  | 0   | 2  | 0   |
| Jhonas Enroth           | KAC        | 2  | 117:31 | 8  | 4,08 | 41  | 33  | 80,49 % | 0  | 0  | 0   | 2  | 0   |

Torhüter mit mehr als einem Einsatz; Legende: Sp= Spiele, MIN = Spielminuten, GA = Gegentore, GAA = Gegentorschnitt, SOG = Schüsse aufs Tor, SVS = gehaltene Schüsse, SVS% = Fangquote, SO = Shutouts, RW = Siege in reguläre Spielzeit, OTW = Overtimesiege, RL = Niederlagen in regulärer Spielzeit, OTL = Overtimeniederlagen

## Zuschauer
Die folgende Tabelle gibt die Zuschauerzahlen der Clubs, sowie der gesamten Liga wieder. Angeführt sind Heim- und Auswärtsspiele, sowie die Gesamtsummen.
|       |                      | Heimspiele | Heimspiele | Heimspiele | Heimspiele | Auswärtsspiele | Auswärtsspiele | Auswärtsspiele | Gesamt | Gesamt    | Gesamt |
| Rang  | Mannschaft           | SP         | ZU         | SCHN       | AUSL       | SP             | ZU             | SCHN           | SP     | ZU        | SCHN   |
| ----- | -------------------- | ---------- | ---------- | ---------- | ---------- | -------------- | -------------- | -------------- | ------ | --------- | ------ |
| 1     | Vienna Capitals      | 24         | 118.544    | 4.939      | 070,34 %   | 24             | 75.406         | 3.141          | 48     | 193.950   | 4.040  |
| 2     | Black Wings Linz     | 25         | 115.648    | 4.625      | 095,09 %   | 25             | 74.610         | 2.984          | 50     | 190.258   | 3.805  |
| 3     | EC KAC               | 24         | 92.853     | 3.868      | 078,24 %   | 24             | 84.220         | 3.509          | 48     | 177.073   | 3.689  |
| 4     | Fehérvár AV19        | 25         | 74.594     | 2.983      | 085,25 %   | 25             | 72.460         | 2.898          | 50     | 147.054   | 2.941  |
| 5     | HC Bozen             | 24         | 69.160     | 2.881      | 040,02 %   | 24             | 73.469         | 3.061          | 48     | 142.629   | 2.971  |
| 6     | EC VSV               | 25         | 72.009     | 2.880      | 064,01 %   | 25             | 79.333         | 3.173          | 50     | 151.342   | 3.026  |
| 7     | EC Red Bull Salzburg | 24         | 66.585     | 2.774      | 086,7 %    | 24             | 82.034         | 3.418          | 48     | 148.619   | 3.096  |
| 8     | HC Orli Znojmo       | 25         | 68.454     | 2.738      | 049,78 %   | 25             | 76.971         | 3.078          | 50     | 145.425   | 2.908  |
| 9     | Graz 99ers           | 24         | 63.318     | 2.638      | 063,57 %   | 24             | 77.003         | 3.208          | 48     | 140.321   | 2.923  |
| 10    | Dornbirn Bulldogs    | 25         | 61.783     | 2.471      | 057,88 %   | 25             | 75.860         | 3.034          | 50     | 137.643   | 2.752  |
| 11    | HC Innsbruck         | 25         | 49.900     | 1.996      | 065,27 %   | 25             | 81.482         | 3.259          | 50     | 131.382   | 2.627  |
| SUMME | SUMME                | 270        | 852.848    | 3.163      | 68,74 %    |                |                |                | 540    | 1.705.696 | 3.161  |

## Schiedsrichter

### Head-Referees
Die folgenden Schiedsrichter bildeten den Kader für die Spiele der Erste Bank Eishockey Liga:
- #15  Christian Ofner
- #17  Thomas Berneker
- #12  Leopold Durchner
- #11  Miha Bulovec
- #7  Patrick Fichtner
- #6  Patrick Gruber
- #48  Vladimir Baluska
- #33  Gergely Kincses
- #20  Kristijan Nikolic
- #22  Manuel Nikolic
- #29  Trpimir Piragic
- #23  Stefan Siegel
- #3  Ladislav Smetana
- #40  Christoph Sternat
- #21  Miroslav Stolc
- #4  Viktor Trilar
- #16  Milan Zrnic

### Linesmen
- #54  Gregor Rezek
- #72  David Vaczi
- #58  Norbert Muszik
- #70  Barna Kis-Kiraly
- #69  Aron Soltesz
- #89  Christoph Bärnthaler
- #60  Ivan Nedeljkovic
- #64  Nicola Basso
- #73  Sebastian Tschrepitsch
- #68  Maximilian Gatol
- #76  Matjaz Hribar
- #94  Christian Kaspar
- #97  Kevin Kontschieder
- #91  Attila Nagy
- #51  Marton Nemeth
- #71  David Nothegger
- #61  Ulrich Pardatscher
- #77  Jakob Schauer
- #96  Elias Seewald
- #56  Daniel Sparer
- #55  Daniel Soos
- #87  Gasper Jaka Zgonc